# شورش ۱۳۷۲ قزوین
اعتراضات قزوین در مرداد ماه سال 1373 شمسی در شهر قزوین واقع در ایران بود که در خلال شورش‌های دهه هفتاد به وقوع پیوست.
پس از اعلام خبر مخالفت مجلس با طرح استان جدید به مرکزیت قزوین، این اعتراض آغاز و چند روز به طول انجامید و با سرکوب خونبار پایان یافت. در این اعتراضات حدود 33 نفر کشته و عده زیادی مجروح شدند.
این شورش همراه با تلفات از هر دو طرف و غارت و نابودی مراکز دولتی، سیاسی، نظامی، اقتصادی و آتش زدن وسایل نقلیه متعلق به دولت ایران و سپاه پاسداران و تصرف شهر توسط مردم همراه بود.

## شورش و سرکوب خونین
با وجود اینکه اطلاعات و منابع زیادی دربارهٔ شورش‌های دهه هفتاد از جمله قزوین توسط حکومت ایران سانسور و پنهان شده و در اختیار دولت است تعداد کمی اطلاعات از آن زمان درز کرده، پس از برگزاری تظاهرات و راه بندان توسط مردم شهر، نیروهای امنیتی شروع به درگیری با متعرضان کردند و شروع به تیراندازی کردند، مردم شهر بلافاصله واکنش نشان داده و تظاهراتی مسالمت آمیز و ساده تبدیل به یکی از خونین بارترین شورش‌های ایران گردید، مردم به شروع به درگیری و خلع سلاح مأموران کردند و مأموران و بسیجی‌های زیادی زخمی و حتی به بنا به گفته برخی تعدادی نیز کشته شدند!، مردم به مراکز اداری و اقتصادی دولتی و امنیتی هجوم و آن نقاط را تصرف و غارت و به آتش کشیدند مخصوصاً چندین سینما و بانک و پاسگاه !، شورشیان مسلح شدند و پس از درگیری با سایر نیروهای امنیتی شهر را به مدت سه روز تصرف کردند و حتی بنا به گفته شاهدان مردم ریل قطار را نیز برای جلوگیری از ورود مأموران کندند!،سپاه پاسداران انقلاب اسلامی و سایر نهادهای نظامی و امنیتی حکومت در عرض سه روز شورش را به شدیدترین نحوه ممکن سرکوب کردند در حدی که می‌توان آن را نوعی جنایت جنگی نامید!،سعید حجاریان در مصاحبه ای در این مورد گفت:در سال ۷۳ برای سرکوب ناآرامی‌های شهر قزوین نیروهای امنیتی از دوشکا و آر پی جی استفاده کردند حتی می‌گفتند یک محل مورد نظر را با آر پی جی نابود کردیم!. عاملان و سرکوبگران حتی برای این کارشان حتی جایزه نیز دریافت کردند!.